# MyDNS
MyDNS ist ein Open-Source-DNS-Server für Unix-Systeme. Die Resource Records werden in einer MySQL- oder PostgreSQL-Datenbank gehalten. Bei einer Änderung der Resource Records gibt es keine Zonendatei, die neu geladen werden müsste. Damit eignet sich der Server zum Beispiel für Dynamisches DNS.
Seit Version 1.1.0 vom 18. Januar 2006 bietet MyDNS auch die Möglichkeit, rekursive Anfragen zu beantworten. Wird dabei eine Domain abgefragt, für die der MyDNS-Server keine Informationen hat, wird die Anfrage an einen konfigurierbaren anderen DNS-Server weitergeleitet, der die Anfrage dann auflösen kann.
Optional unterstützt MyDNS Round Robin, Lastverteilung und ausgehenden Zonentransfer per AXFR zu anderer Nameserver-Software.
Unter dem Namen MyDNS-NG wurde ein Fork gestartet, dieser unterstützt zusätzlich inkrementellen Zonentransfer per IXFR und wurde bis 2013 weiterentwickelt. 
Beide DNS-Server unterstützen keine Abfrage über IPv6.